# Кодзакі (Тіба)

35°54′6″ пн. ш. 140°24′19″ сх. д. / 35.90167° пн. ш. 140.40528° сх. д.
Ко́дзакі (яп. 神崎町, こうざきまち, МФА: [koːd͡zakʲi mat͡ɕi̥]) — містечко в Японії, в повіті Каторі префектури Тіба. Станом на 1 жовтня 2008 площа містечка становила 19,85 км². Станом на 1 січня 2009 населення містечка становило 6612 осіб.